# Katalanische Fußballauswahl
Die katalanische Fußballauswahl (katalanisch: Selecció Catalana de Futbol) ist die vom FCF (Federació Catalana de Futbol) aufgestellte „Fußballnationalmannschaft“ von Katalonien. Die Selecció Catalana kann nicht an den internationalen Turnieren von UEFA und FIFA teilnehmen, da der katalanische Fußballverband (FCF) kein Mitglied der internationalen Verbände ist. Die katalanische Auswahl tritt daher in inoffiziellen Freundschaftsspielen – auch gegen Vereinsmannschaften – an.

## Geschichte

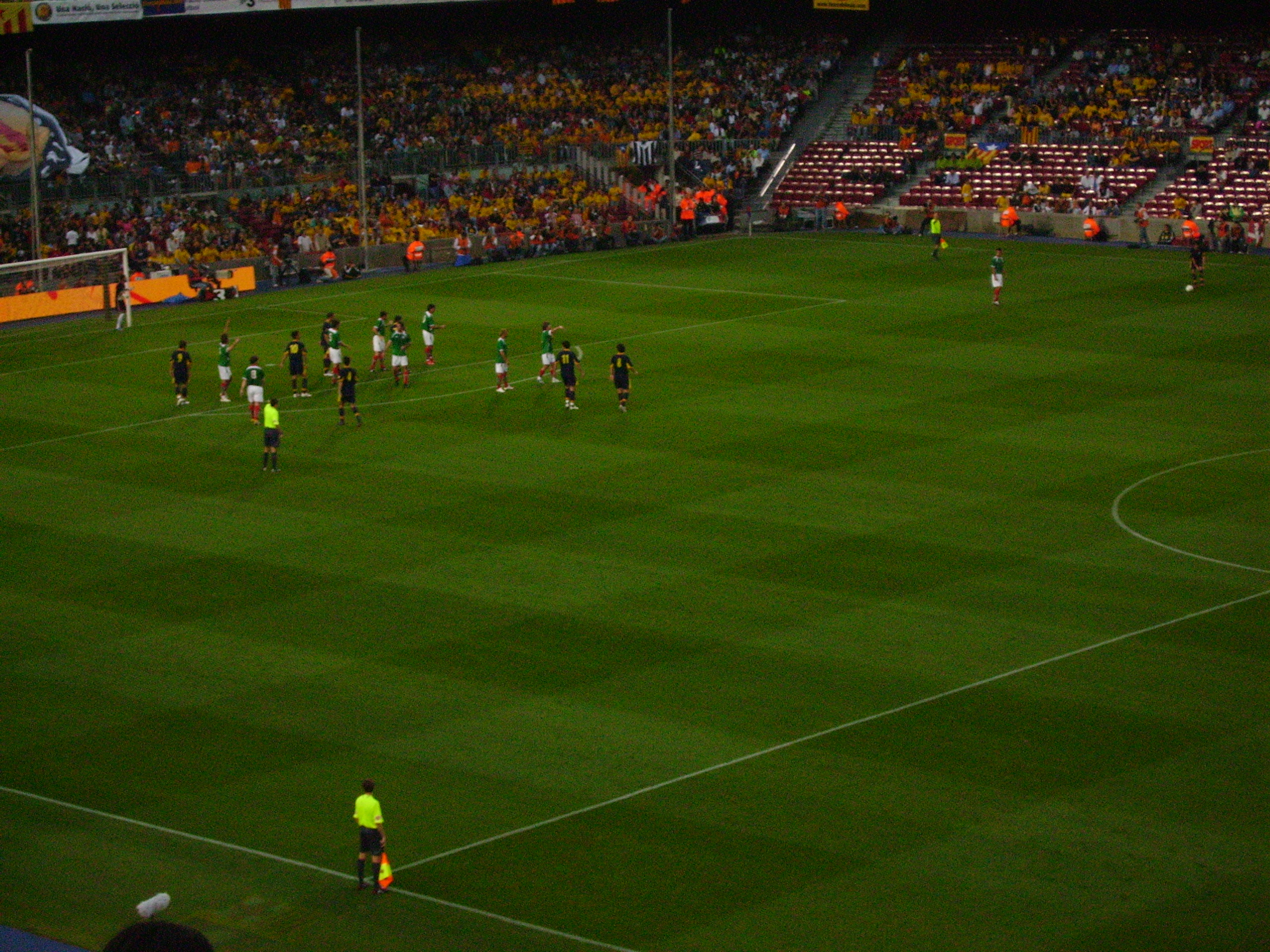
Katalanische Fußballauswahl (in dunklen Trikots) gegen die Baskische Fußballauswahl 2006

Katalonien bestritt 1904 gegen Espanyol Barcelona die erste Partie. Allerdings fand das erste Länderspiel erst 1912 gegen Frankreich statt, da vorher nur gegen Vereinsmannschaften gespielt wurde. Seitdem spielt die Auswahl in mehr oder minder größeren Abständen gegen National-, Vereins- und nicht offiziell anerkannte Nationalmannschaften wie z. B. das Baskenland. In den letzten Jahren konnten die Katalanen auch gegen äußerst namhafte Gegner wie Nigeria, Argentinien und Brasilien antreten.
Im Rahmen der Begegnungen der katalanischen Auswahl kommt es regelmäßig zu politischen Kundgebungen für die Unabhängigkeit Kataloniens und gegen den spanischen Zentralstaat.
Von 2009 bis 2013 war Johan Cruyff Trainer der katalanischen Auswahl.

## Bekannte Spieler
Diese international bekannten Spieler haben bereits Einsätze für Katalonien absolviert:
| - Paulino Alcántara - Domènec Balmanya - Estanislao Basora - César - Johan Cruyff - Jordi Cruyff - Alfredo Di Stéfano - Josep Escolà - Evaristo - Cesc Fàbregas - Enrique Fernández | - Albert Ferrer - Romà Forns - Gabri - Gerard López - Gerard Piqué - Gonzalvo II - Gonzalvo III - Pep Guardiola - Andrés Iniesta - Bojan Krkić - László Kubala - Albert Luque | - Mariano Martín - Johan Neeskens - Juan José Nogués - Oleguer - Óscar - Jesús María Pereda - Carles Puyol - Antoni Ramallets - Pepe Reina - Carles Rexach - Roger | - Sagi-Barba - Josep Samitier - Joan Segarra - Sergi - Christo Stoitschkow - Luis Suárez - Víctor Valdés - Juan Velasco - Emil Walter - Xavi - Ricardo Zamora |

## Trainer
- Pichi Alonso (1995–2005)
- Pere Gratacós (2005–2009)
- Johan Cruyff (2009–2013)
- Gerard López (2013–2016)
- Sergio González Soriano (seit 2016)